# Municipio de Upper (condado de Sebastian)
El municipio de Upper (en inglés: Upper Township) es un municipio ubicado en el condado de Sebastian en el estado estadounidense de Arkansas. En el año 2010 tenía una población de 76938 habitantes y una densidad poblacional de 641,9 personas por km².

## Geografía
El municipio de Upper se encuentra ubicado en las coordenadas 35°22′18″N 94°23′1″O / 35.37167, -94.38361. Según la Oficina del Censo de los Estados Unidos, el municipio tiene una superficie total de 119.86 km², de la cual 110.24 km² corresponden a tierra firme y (8.02%) 9.61 km² es agua.

## Demografía
Según el censo de 2010, había 76938 personas residiendo en el municipio de Upper. La densidad de población era de 641,9 hab./km². De los 76938 habitantes, el municipio de Upper estaba compuesto por el 67.68% blancos, el 9.72% eran afroamericanos, el 1.82% eran amerindios, el 5.01% eran asiáticos, el 0.12% eran isleños del Pacífico, el 11.34% eran de otras razas y el 4.31% pertenecían a dos o más razas. Del total de la población el 17.95% eran hispanos o latinos de cualquier raza.